# أبجد العلوم
أبجد العلوم موسوعة للتعريف بالعلوم والفنون وخاصة الإسلامية منها والتاريخ والتراجم، وضعها محمد صديق خان أمير بهوبال واعتمد في تصنيفها على كتاب إحصاء العلوم للفارابي ومفاتيح العلوم للخوارزمي ومفتاح السعادة لطا شكبري زاده وكشف الظنون لحاجي خليفة.

## وصف الكتاب
الكتاب مقسم إلى ثلاثة أقسام:
1. القسم الأول وسماه الوشي المرقوم في بيان أحوال العلوم وفيه أبواب:
  1. الباب الأول: في تعريف العلم وتقسيمه وتعليمه.[4]
  2. الباب الثاني: في منشأ العلوم والكتب.[5]
  3. الباب الثالث: في المؤلفين والمؤلفات والتحصيل.[6]
  4. ‌‌الباب الرابع: في فوائد منثورة من أبواب العلم.[7]
  5. ‌‌الباب الخامس: في لواحق الفوائد.[8]
  6. ‌‌الباب السادس: في انقسام الكلام إلى فني: النظم والنثر.[9]
2. القسم الثاني وسماه السحاب المركوم الممطر بأنواع الفنون وأصناف العلوم وفيه يبين أقسام العلوم ويعرف كل علم.[10]
3. القسم الثالث وأسماه الرحيق المختوم من تراجم أئمة العلوم وفيه ترجم لعلماء العلوم المختلفة.[11]

### بيانات المراجع بالكامل
- محمد صديق خان (2002)، أبجد العلوم (ط. 1)، بيروت: دار ابن حزم، OCLC:4770753577، QID:Q115785319

## وصلات خارجية
- تصفح الكتاب - المكتبة الشاملة
- مكتبة المشكاة - نسخة رقمية من أبجد العلوم.
- الرحيق المختوم من تراجم أئمة العلوم